# جسر باب المعظم

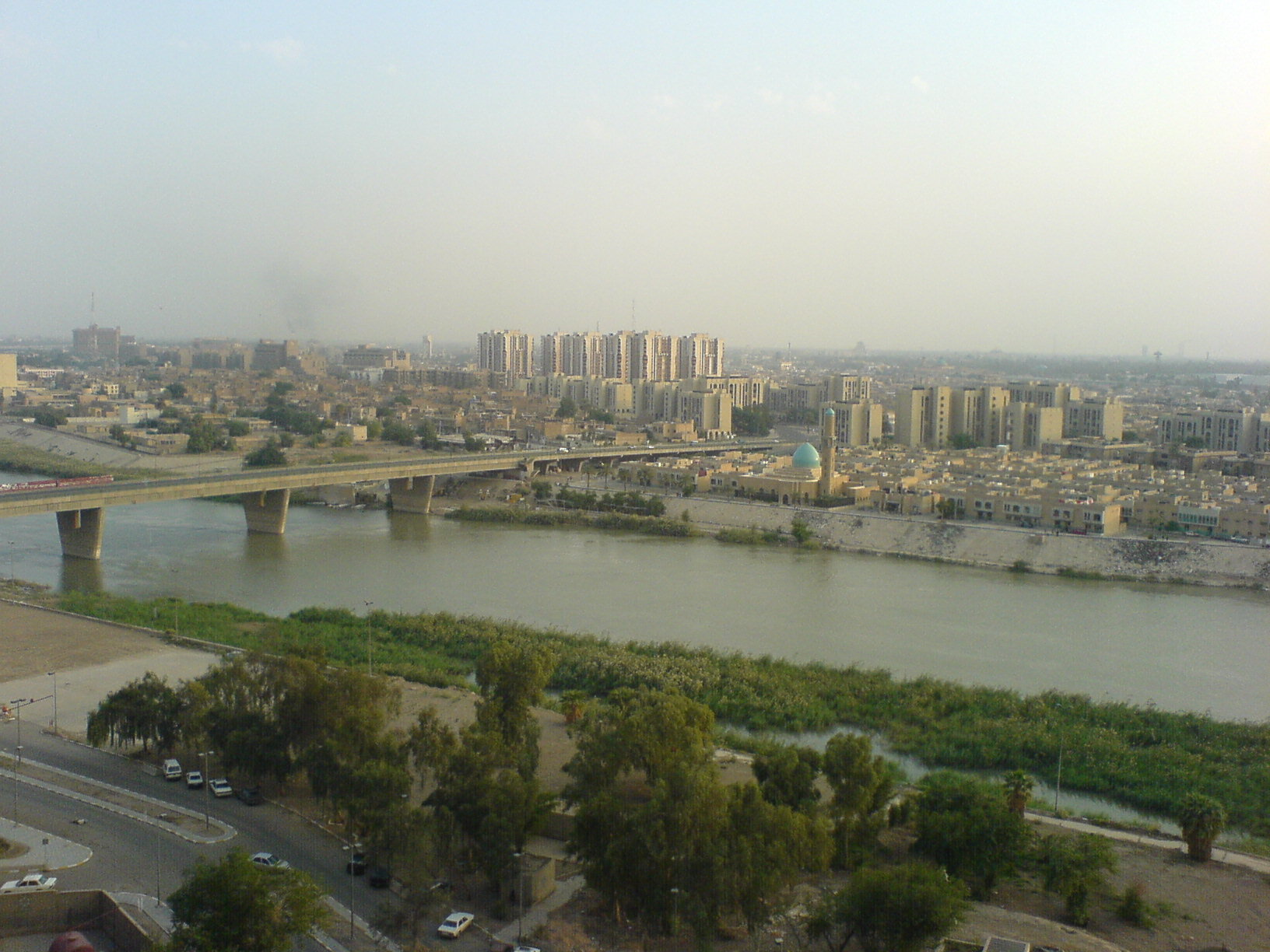
جسر باب المعظم في بغداد، وتظهر بنايات شارع حيفا من جانب الكرخ في الأفق.

جسر باب المعظم هو جسر يمتد فوق نهر دجلة في بغداد، العراق. شُيِّدَ عام 1977 بطول 855 م تقريبا. يقع شمال وسط العاصمة، بين ساحة الطلائع في شارع حيفا (من جهة الكرخ)، وساحة المقاتل العراقي في شارع الرشيد (من جهة الرصافة). وتعود تسميته إلى باب الإمام الأعظم - وهو أحد أبواب بغداد في عصر الدولة العثمانية، حيث ينفذ منها إلى جامع الإمام الأعظم أبي حنيفة النعمان في الأعظمية.

## التصميم

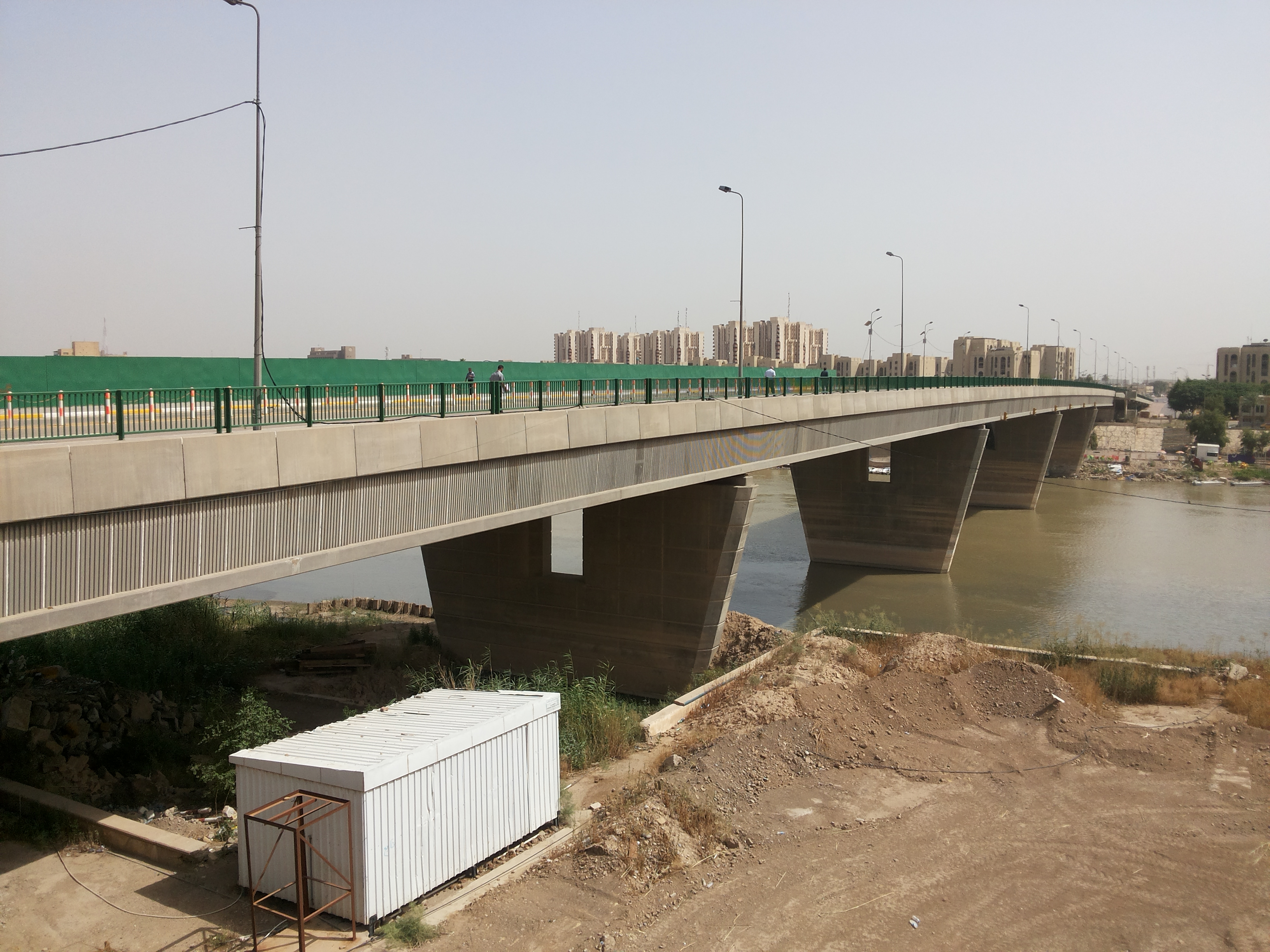
العوارض الحاملة للجسر.

شيد الجسر في عام 1977، بشكل وتصميم مشابه لكثير من جسور بغداد، وهي الجسور ذات العوارض (بالإنجليزية: Girder bridge). ويبلغ طوله ما يقارب 855 متر.

## وصلات خارجية
- صورة جوية لجسر باب المعظم في ويكي مابيا.
- بغداد: عبور جسر باب المعظم من شارع حيفا 24/4/2011 على يوتيوب